# Luduș
Luduș (in ungherese Marosludas, in tedesco Ludasch) è una città della Romania di 17724 abitanti, ubicata nel distretto di Mureș, nella regione storica della Transilvania.
Fanno parte dell'area amministrativa anche le località di Avrămești, Cioarga, Ciurgău, Fundătura, Gheja e Roșiori.
Il primo documento in cui viene citata la città, con il nome Ludas, risale al 1377.
Luduș ha ottenuto lo status di città nel 1960.
Pur in presenza di una popolazione in gran parte romena, particolarmente consistente è la presenza di una comunità ungherese, che rappresenta circa il 25% della popolazione.